# Madison Avenue Bridge
De Madison Avenue Bridge is een vierbaans draaibrug in New York over de Harlem River. De brug verbindt Madison Avenue in Manhattan met East 138th Street en de Grand Concourse in the Bronx. De eerste brug werd in 1884 geopend. In 1910 werd het vervangen door een bredere brug. In 1994 werd de brug gerenoveerd.

## Geschiedenis
In 1874 petitioneerden de bewoners van het geannexeerde deel van Westchester County de stad New York voor een betere verbinding met Manhattan. In 1878 werd geld beschikbaar gesteld voor de bouw. De brug werd ontworpen door Alfred Pancoast Boller en John Newton.  Madison Avenue en East 138th Street werden verbreed, en in 1882 begon de bouw van de brug. De burg werd in november 1884 geopend, en in 1885 maakten paardentrams gebruik van de brug. De oorspronkelijk brug had een rijbaan van 6,70 meter breed en twee trottoirs van 1,70 meter.
De capaciteit van de eerste brug was snel te klein. In 1900 werd het besloten de Madison Avenue Bridge te verdubbelen. In 1907 werd begonnen met de constructie van de nieuwe brug, en werd op 18 juli 1910 geopend. Oorspronkelijk was de brug versierd met vier pirons, maar de versieringen zijn later verwijderd. De trammaatschappij besloot niet gebruik te maken van de nieuwe brug vanwege te hoge gebruikskosten.
Madison Avenue Bridge is onderdeel van de New York City Marathon. De lopers keren via de brug terug naar Manhattan voor de finale.

## Galerij

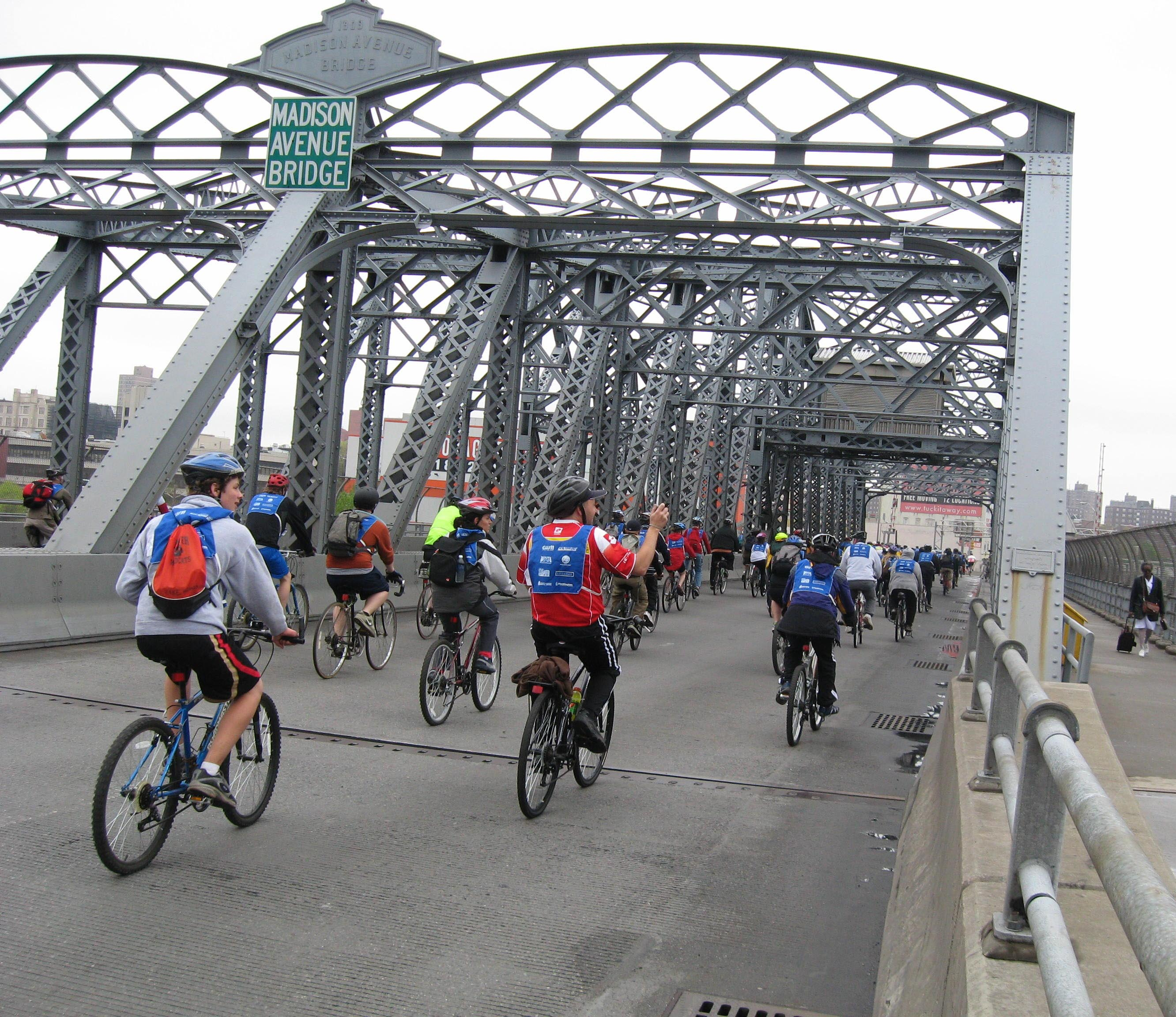
Five Boro Bike Tour over de Madison Avenue Bridge
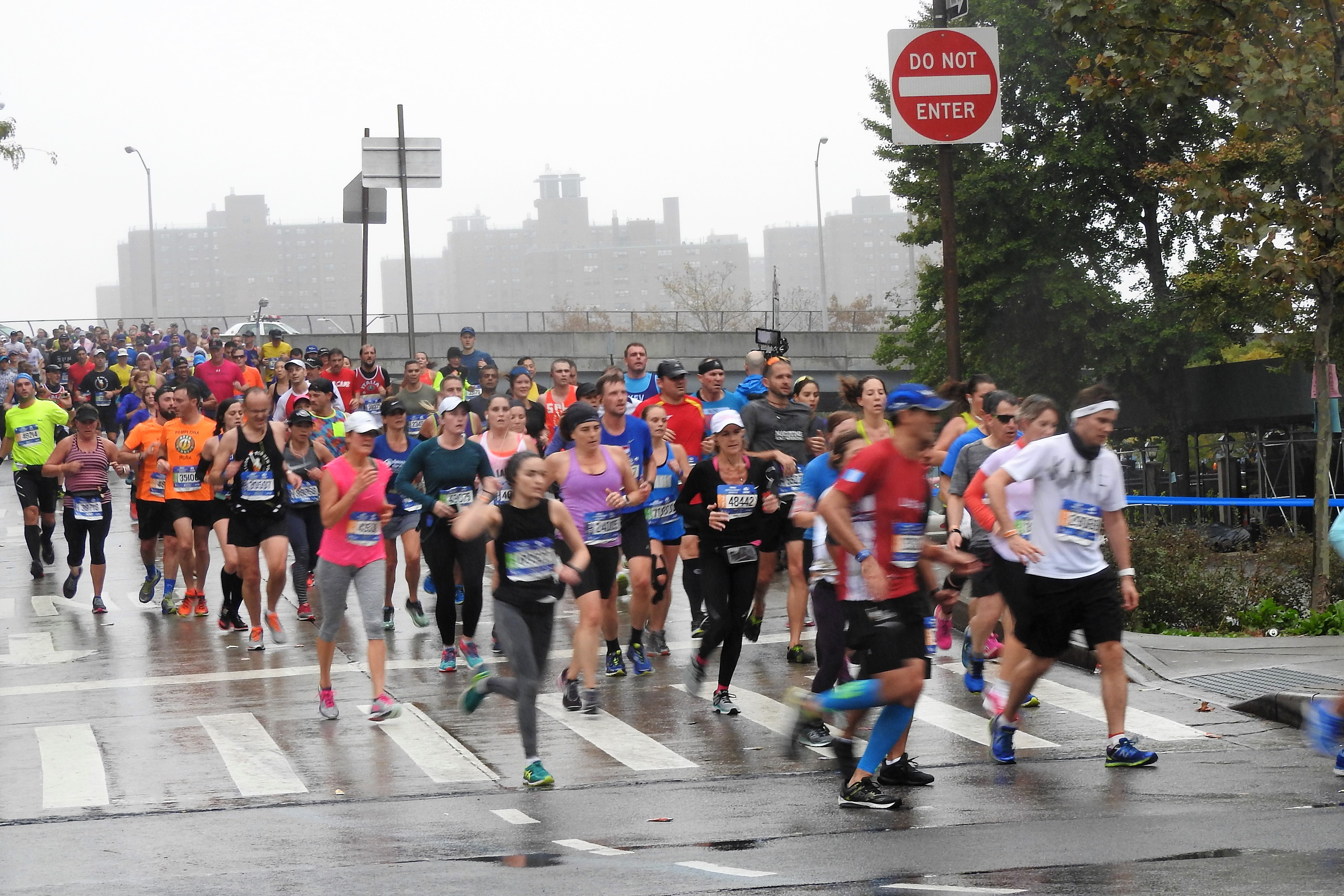
New York Marathon